# Guido Kühn
Guido Kühn (* 22. September 1966 in Sindelfingen) ist ein deutscher Professor für Mediendesign sowie Kommunikationsdesigner und Medienkünstler.

## Leben
Kühn begann mit 13 Jahren seine ersten Bildergeschichten und Comics zu zeichnen, später stellte er u. a. auf der Caricatura in Kassel aus. Nach der Schulzeit in Deutschland, Frankreich und England folgte ein kurzes Studium der Betriebswirtschaft, Fachrichtung Datenverarbeitung an der VWA Stuttgart. Er brach dieses ab und absolvierte an der Universität Kassel ein Studium der Visuellen Kommunikation mit den Schwerpunkten Illustration, Film, Foto bei dem Graphik Designer Gunter Rambow, dem Medienkünstler Rolf Lobeck und dem Filmemacher Manfred Vosz, welches er mit Auszeichnung abschloss. Parallel dazu studierte er ebenda Freie Kunst mit dem Schwerpunkt Freie Graphik und künstlerische Installationen bei Harry Kramer, Martin Kippenberger und Norbert Radermacher.
Bereits während des Studiums begann Kühn im In- und Ausland Graphiken und künstlerische (Medien-)Arbeiten auszustellen, arbeitete auf den unterschiedlichsten Positionen bei vielen Filmprojekten mit und machte sich im Bereich AV Mediendesign selbstständig. In diesem Zusammenhang arbeitete er im Bereich Sende- und Veranstaltungsgrafik u. a. für öffentlich rechtliche Anstalten wie den Hessischen Rundfunk, ARD, ZDF und arte. 1996 wurde er Dozent für 3D-Animation an der Kunsthochschule Kassel, 1999 bis 2001 wissenschaftlicher Mitarbeiter an der Georg-August-Universität Göttingen bei dem Filmwissenschaftler Helmut Korte am Zentrum für interdisziplinäre Medienwissenschaft ZiM.
Ab 2001 war er Professor, ab 2004 Prodekan des Fachbereichs Mediendesign für AV Kommunikationsdesign an der Fachhochschule Schwäbisch Hall, bis diese 2013 schloss. Dort widmete er sich vielen Projekten im Bereich Museumsgestaltung, Regionalität und Stadtmarketing, sowie AV-Kommunikationsdesign. Wiederholt werden Lehrprojekte ausgezeichnet, u. a. 2007 den ersten Platz für den Kinospot "Voll Fit" und 2011 den zweiten Platz des Präventionspreises des Landes Baden-Württemberg für "Besser ankommen", eine von Kühn vergebene und betreute Bachelorarbeit von Linda Neumitz. Von 2008 bis 2015 war er Dozent für Kommunikationsdesign an der Hochschule Heilbronn, an der er auch im Expertengremium für Hochschulentwicklung am Rektorat tätig ist. Von 2015 bis 2018 war Kühn auf die Professur für Cross Media Design an der SRH Hochschule Heidelberg berufen und seither freiberuflich als Illustrator, Spieledesigner und Hochschuldozent tätig. Seit dem 1. März 2022 bekleidet er die Professur 2D Art and Animation an der Hochschule Neu-Ulm.
Guido Kühn veröffentlicht seine Illustrationen, Comics, Cartoons und gestalterischen Werke im kleinen Rahmen, meist als Selbstverlag oder Online. Seine gestalterischen und designforscherischen Projekte zielen auf (beispielhafte) Realisierung inklusive Dokumentation in Form grauer Literatur.
2003 gründete Kühn das internationale Filmfestival Formula Mundi, welches er seitdem leitet. Kühn engagiert sich seit langem für die Weiterentwicklung des Berufsbildes Design u. a. als Mitglied in der Deutschen Gesellschaft für Designtheorie und -forschung e.V. DGTF. 2007 gründete er zusammen mit Philip Zerweck die Themengruppe Designdidaktik der DGTF und 2011 gemeinsam mit diesem die Plattform designdidaktik.de, die sich der Erarbeitung einer Designdidaktik widmet.
Neben seiner Lehrtätigkeit ist er ehrenamtlich engagiert, etwa als Gründungsmitglied des Bürgerforum Schwäbisch Hall.

## Projekte (Auswahl)
- (2011/2012) QR Codes als Instrument des Stadtmarketings, Hochschullehrprojekt mit Heike Raap[15]
- (2010/11) Neugestaltung des Museumskonzeptes für das Haller Feuerwehrmuseum als Hochschullehrprojekt[16]
- (2009) Clipfestival zum Thema Regionalität bei Formula Mundi in Kooperation mit dem BUND, Bundesministerium Ernährung Landwirtschaft und Verbraucherschutz, u. a.[17][18][19]
- (2005/2006) Multimediales Lernen, Best Practise Research through Design im Auftrag der Innovationsregion Kocher und Jagst in Kooperation mit dem Kultusministerium Baden-Württemberg[20]

## Medienkunst (Auswahl)
- 2002: Visual Soundscape zusammen mit Fried Dähn
- 2006: Konzert für Bohrmaschine, Schwäbisch Hall
- 2007: 12 Stationen, Medieninstallation mit Christian Fischer, Schwäbisch Hall
- 2008: Lukustatud, Tallinn, Estland
- 2012: Flussgesellschaft–Gesellschaftsfluss, Kocherstetten
- 2021: Vollgas, Einzelausstellung Klimapavillon Zürich[21]
- 2021: 9/11, Medieninstallation mit Christian Fischer, Hohenloher Kunstverein.[22]
- 2022: Klima Total, Medienkunstprojekt mit Christian Fischer und Studierenden der Hochschule Fulda[23]

## Illustrationen, Cartoons etc. (Auswahl)
- 1990: Elvis, Cartoonband erschienen bei Bildergeschichten, Kassel
- 1992: Der große Habaneth, Selbstverlag
- 1993: Der zeitgenössische Kunststudent, Selbstverlag
- 1997: Kassel-wenn alles egal ist erschienen bei Bildergeschichten, Kassel
- 2021: Die Antwort der Menschheit auf den Klimawandel, Selbstverlag
- 2024: Auswahl Beste Cartoons 2024, Lappan Verlag / Caricatura Kassel